# La psicologia de la transferència
La psicologia de la transferència, il·lustrada amb una sèrie d'imatges alquímiques (en alemany: Die Psychologie der Übertragung) és una obra de Carl Gustav Jung publicada el 1946 i inclosa en el volum 16 de la seua Obra completa, i és un dels seus principals estudis dedicats a l'alquímia. La resta del tractament i aproximació s'inclourà en aquestes obres: Eó (OC 9/2), Psicologia i alquímia (OC 12), Estudis sobre representacions alquímiques (OC 13) i Mysterium coniunctionis (OC 14).

## Contingut
L'objectiu de La psicologia de la transferència és donar una idea de la complexitat de la relació transferencial psicològica. Carl Jung utilitza un conjunt d'imatges preses de l'obra alquímica del segle xiv Rosarium philosophorum i estableix un paral·lelisme entre els fenòmens transferencials i els símbols que apareixen en les descripcions de les fases de l'opus alquímic.